# El Vigilante (escultura)
El Vigilante es una escultura de bronce cire perdue al aire libre instalada a lo largo de Carretera Federal 85D, en los límites de Ecatepec de Morelos y Tlalnepantla de Baz, en el Estado de México.

## Historia y descripción

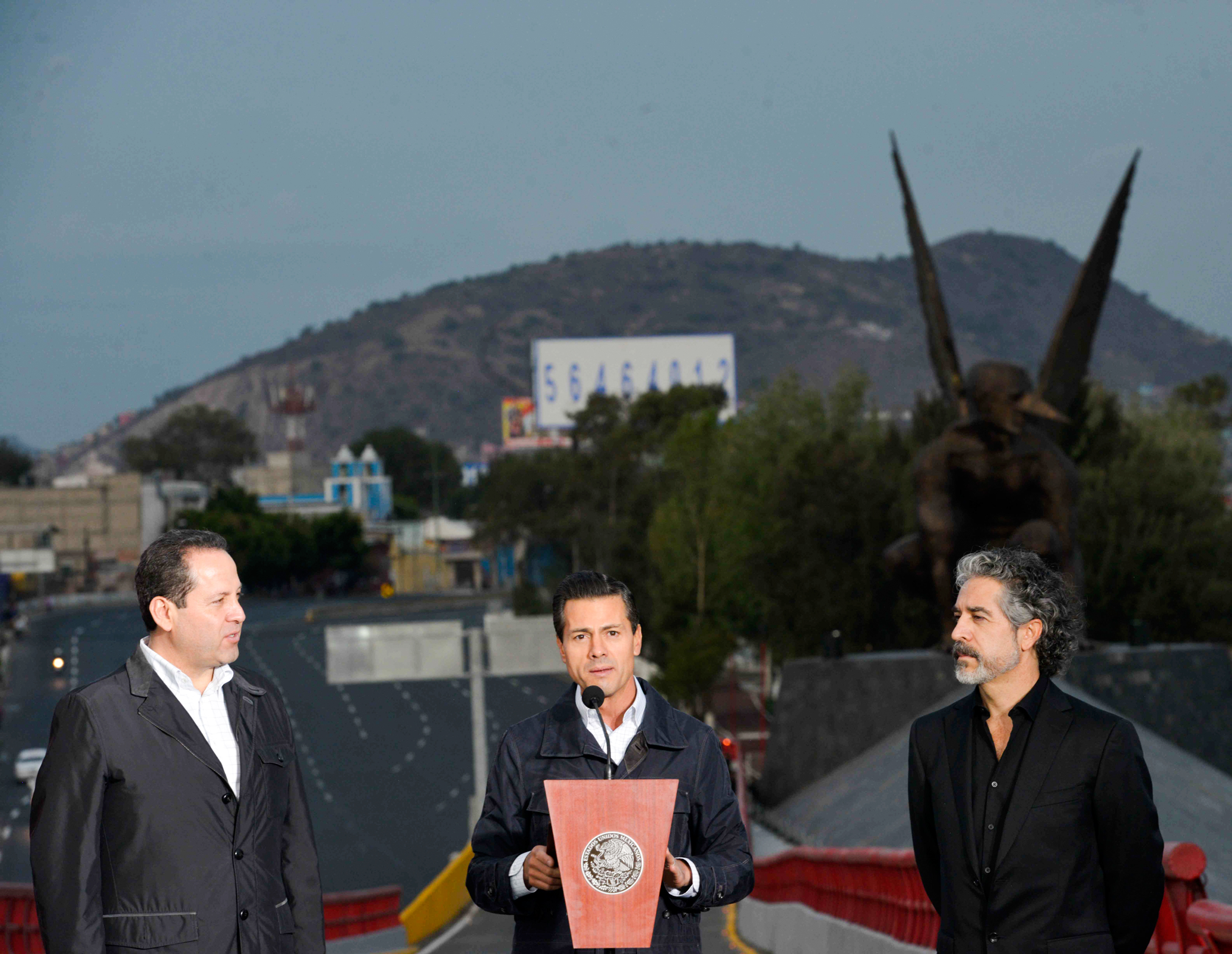
Enrique Peña Nieto (centro), Jorge Marín (derecha) y Eruviel Ávila (izquierda) durante la inauguración.

La escultura fue diseñada por Jorge Marín y fue inaugurada el 18 de marzo de 2016 por Enrique Peña Nieto, expresidente de México, durante la inauguración del puente vehicular adyacente. Son 25 metros (82,0 pies) de altura que presenta un ángel agachado colocado sobre un zócalo de hormigón de 6 metros (19,7 pies) de altura. Aunque su sótano también funciona como plataforma de observación, hacia enero de 2020 no existían puentes ni vías de acceso que conectaran directamente al mismo. La escultura pesa 25 toneladas (25 000 kg).
Marín dijo que diseñó la escultura de manera contemporánea, presentando a un joven con tatuajes y piercings que usa una máscara de pájaro para representar a Ehécatl, una deidad asociada con el viento. También recomendó mirarlo de forma rápida y distante. La escultura costó más de siete millones de pesos mexicanos.